# 范宜劻
范宜劻（？年—？年），鑲黃旗漢軍人，是一名清朝政治人物。

## 生平
范宜劻曾于乾隆五十五年接替周燮任龙岩州知州一职，乾隆五十五年由谢泰宸接任。